# Gian Battista Mantegazzi
Giovanni "Gian" Battista Mantegazzi (Riva San Vitale, 23 oktober 1889 – Zürich, 5 februari 1958) was een Zwitsers componist, muziekpedagoog, dirigent, trombonist en eufoniumspeler.

## Levensloop
Mantegazzi speelde al op 11-jarige leeftijd in het plaatselijke harmonieorkest Filarmonica liberale di Riva San Vitale mee. Later werd hij ook lid in het militaire muziekkorps Spiel Bataillon 94 van het Zwitserse leger. Zijn vader, die hem voor de rest steunde, stond er op dat hij een opleiding tot schilder en lakker zou volgen. Maar al tijdens de Eerste Wereldoorlog studeerde Mantegazzi aan het Conservatoire de musique de Genève en vervolgens aan het Conservatorio di Musica "Giovan Battista Martini" in Bologna, omdat aan deze conservatoria blaasmuziek deel uitmaakte van de leerplannen. In 1919 behaalde hij zijn diploma's. In hetzelfde jaar werd hij directeur van de muziekschool "Giuseppe Verdi" en dirigent van de Banda Municipale di Genova-Nervi. In 1924 kwam hij naar Zwitserland terug en hield zich bezig met het componeren. In oktober 1924 werd hij tot dirigent van de Stadtmusik Schaffhausen benoemd. In 1928 werd hij eveneens dirigent van de bekende Stadtmusik Zürich. Hij bracht beide korpsen op een zeer hoog muzikaal niveau, soms verzorgden zij gezamenlijke concerten. In 1938 werd hij dirigent van de Musikverein Harmonie in Thalwil, vlak bij Zürich. Door zijn persoonlijke inzet en het muzikale werk heeft hij dit harmonieorkest een blijvende stempel opgezet en bleef dirigent tot zijn overlijden. In 1941 richtte hij binnen het Zwitserse leger een groot blaasorkest met 110 blazers en 30 tamboeren als zogenoemd Schweizer Armeespiel op.
In 1949 werd zijn muzikale inzet met de uitreiking van de ereprijs van de stad Zürich gewaardeerd. Hij was docent aan het Konservatorium für Klassik und Jazz in Zürich. Verder leidde hij cursussen voor dirigentenopleiding van de blaasmuziekfederatie in het kanton Zürich. Als componist had hij buitengewoon succes, vooral met zijn bekende marsen. Zijn oeuvre omvat rond 250 werken.

## Composities

### Werken voor orkest
- 1934 Canti per la mia terra - Eerste verzameling van volksmelodieën - tekst: Ulisse Pocobelli (Glauco), Enrico Talamona
- Sacra terra del Ticino -  tekst: Guido Calgari

### Werken voor harmonieorkest
- 1924 Inno del Ticino - Uittreksel uit: Inno trionfale al Ticino, voor gemengd koor en harmonieorkest - tekst: Luigi Bazzi
- 1929 Frisch weg!, feestmars voor het Zürcher Kantonal-Musikfest in Winterthur
- 1929 Munot-Marsch
- 1929 Salut à Paris, Marche militaire
- 1929 Ticino feesthymne
- 1930 Leggenda, intermezzo
- 1930 Bellinzona Festmarsch – Marcia ufficiale del Tiro federale – Eidgenössischer Schützenfest-Marsch[1]
- 1934 "Fribourg" : Eidgen. Schützenfest-Marsch 1934
- 1935 Zürcher Standschützenmarsch (Marche des Carabiníers)
- 1939 Sacra terra del Ticino
- 1940 Heer und Haus, mars
- 1941 Blühende Wiesen – Prati in fiori, serenade
- 1941 Heroischer Marsch zur Bundesfeier 1941
- 1945 Thétis, ouverture
- 1949 Am jungen Rhein – Au jeune Rhin, ouverture
- 1950 Du meiner Väter Land, hymne voor gemengd koor en harmonieorkest – tekst: Martin Schmid
- 1951 Festmarsch – Marche de fête, ter gelegenheid van de 600-jaar viering van Zürich
- 1951 Schaffhauser-Festmarsch, ter gelegenheid van de 450-jaar viering van Schaffhausen
- 1955 Capri Serenade
- 1957 Turicensis, mars
- 1957 Patrie, preludio
- Alpentruppe
- Bogenschütze
- Bulle
- Canto della terra dalla „Sacra terra del Ticino“
- Concordia
- Defiliermarsch des Kavallerie-Regiments 4
- Die Wacht am Simplon
- Dolfus
- Festung Sargans
- Für Ehre und Frieden
- Fürst Von Lichtenstein, mars
- Gandria
- Geburtstagmarsch
- Genova la superba
- Gross Zürich
- Gruss an die Beförderung
- Haarus Hans Waldmann
- Hauptmann Arnold Schick, mars
- Hermann Sprüngli, mars
- Heroischer Marsch Bundesfeier
- Hundert Jahre (Stadtmusik Zürich)
- II Seminatore – Sämann
- Im sonnigen Tessin, potpourri
- Jubilate, mars
- L'Imperatore
- La Gatta
- Marsch der leichten Brigade
- Nacht am Simplon
- Noi siamo Ticinesi, mars
- Pace e Lavoro, ouverture
- Patrie, parafrase
- Poema dell'Alpe, symfonisch gedicht
- Romantica, ouverture
- Schwarz-Gelb, mars
- Stadtschützen
- Stramm marschieren
- Unser Grenzschutz
- Unser Stadtpräsident, mars
- Walter Bringolf

### Vocale muziek

#### Werken voor koor
- 1927 Vegn Canzonetta in het dialect van Ticino – tekst: Ulisse Pocobelli
- Ave Maria triste, voor gemengd koor
- Cantilena delle spannocchiatrici, voor vrouwenkoor
- Canto delle terra, voor gemengd koor
- Ghirlanda di fiori, voor gemengd koor
- Grido dei magnani, voor mannenkoor
- I pescatori, voor mannenkoor
- Il Canto degli emigranti, voor gemengd koor
- Inno alla montagna, voor gemengd koor
- La paglia, voor gemengd koor
- La spada, voor mannenkoor
- Lo scalpellino, voor mannenkoor
- Lode del vino, voor gemengd koor
- Maledízione dell'acqua, voor mannenkoor
- Marietta del mio cuor, voor gemengd koor
- Saluto dei pastori, voor mannenkoor
- Stornelli dei fiori, voor vrouwenkoor
- Una mamma, voor vrouwenkoor

### Werken voor mandolineorkest
- Gaby-Walzer
- Gandria
- Im sonnigen Tessin, potpourri
- Suite tessinoise

### Filmmuziek
- 1943 Bergführer Lorenz